# Gmina Brzeźnica (Lubušské vojvodství)
Gmina Brzeźnica je polská vesnická gmina v okrese Zaháň v Lubušském vojvodství. Sídlem gminy je ves Brzeźnica. V roce 2011 zde žilo 3 855 obyvatel.
Gmina má rozlohu 122,23 km² a zabírá 10,80 % rozlohy okresu. Skládá se z 9 starostenství.

## Starostenství
- Brzeźnica
- Chotków
- Jabłonów
- Karczówka
- Marcinów
- Przylaski
- Stanów
- Wichów
- Wrzesiny

## Sousední gminy
Kożuchów, Nowogród Bobrzański, Zaháň